# Roman Hamrlík
Roman Hamrlík (né le 12 avril 1974 à Zlín en Tchécoslovaquie, aujourd'hui ville de République tchèque) est un joueur professionnel de hockey sur glace qui évoluait au poste de défenseur.

## Biographie

### Carrière en club
Choisi au premier rang par le Lightning de Tampa Bay au cours du repêchage d'entrée dans la Ligue nationale de hockey 1992, Hamrlík évolue au poste de défenseur. Le 12 août 2005, Roman Hamrlík signe un contrat de deux ans en tant qu'agent libre avec les Flames de Calgary pour un montant de 7 millions de dollars. Puis, le 2 juillet 2007, il signe un contrat de quatre ans avec les Canadiens de Montréal.
Il joue également pour les Oilers d'Edmonton, les Islanders de New York et les Flames de Calgary dans la Ligue nationale de hockey. Il participe à trois Matchs des étoiles de la LNH en 1996, 1998 et 2003.
Le 21 octobre 2013, il annonce officiellement sa retraite sportive

### Carrière internationale
Roman Hamrlík représente la République tchèque dans plusieurs compétitions internationales :
- Jeux olympiques d'hiver
  -  Médaille d'or : 1998 à Nagano au Japon
  - 7e place : 2002 à Salt Lake City aux États-Unis

## Parenté dans le sport
- Frère de Martin Hamrlík

## Statistiques
| Saison     | Équipe                 | Ligue      |       | Saison régulière | Saison régulière | Saison régulière | Saison régulière | Saison régulière |   | Séries éliminatoires | Séries éliminatoires | Séries éliminatoires | Séries éliminatoires | Séries éliminatoires |
| Saison     | Équipe                 | Ligue      | PJ    | B                | A                | Pts              | Pun              | PJ               | B | A                    | Pts                  | Pun                  |                      |                      |
| 1990-1991  | HC Hamé Zlín           | 1.liga     | 14    | 2                | 2                | 4                | 18               |                  |   |                      |                      |                      |                      |                      |
| 1992-1993  | Knights d'Atlanta      | LIH        | 2     | 1                | 1                | 2                | 2                |                  |   |                      |                      |                      |                      |                      |
| 1992-1993  | Lightning de Tampa Bay | LNH        | 67    | 6                | 15               | 21               | 71               |                  |   |                      |                      |                      |                      |                      |
| 1993-1994  | Lightning de Tampa Bay | LNH        | 64    | 3                | 18               | 21               | 135              |                  |   |                      |                      |                      |                      |                      |
| 1994-1995  | HC Hamé Zlín           | Extraliga  | 2     | 1                | 0                | 1                | 0                |                  |   |                      |                      |                      |                      |                      |
| 1994-1995  | Lightning de Tampa Bay | LNH        | 48    | 12               | 11               | 23               | 86               |                  |   |                      |                      |                      |                      |                      |
| 1995-1996  | Lightning de Tampa Bay | LNH        | 82    | 16               | 49               | 65               | 103              | 5                | 0 | 1                    | 1                    | 4                    |                      |                      |
| 1996-1997  | Lightning de Tampa Bay | LNH        | 79    | 12               | 28               | 40               | 57               |                  |   |                      |                      |                      |                      |                      |
| 1997-1998  | Lightning de Tampa Bay | LNH        | 37    | 3                | 12               | 15               | 22               |                  |   |                      |                      |                      |                      |                      |
| 1997-1998  | Oilers d'Edmonton      | LNH        | 41    | 6                | 20               | 26               | 48               | 12               | 0 | 6                    | 6                    | 12                   |                      |                      |
| 1998-1999  | Oilers d'Edmonton      | LNH        | 75    | 8                | 24               | 32               | 70               | 3                | 0 | 0                    | 0                    | 2                    |                      |                      |
| 1999-2000  | Oilers d'Edmonton      | LNH        | 80    | 8                | 37               | 45               | 68               | 5                | 0 | 1                    | 1                    | 4                    |                      |                      |
| 1999-2000  | HC Hamé Zlín           | Extraliga  | 6     | 0                | 3                | 3                | 4                |                  |   |                      |                      |                      |                      |                      |
| 2000-2001  | Islanders de New York  | LNH        | 76    | 16               | 30               | 46               | 92               |                  |   |                      |                      |                      |                      |                      |
| 2001-2002  | Islanders de New York  | LNH        | 70    | 11               | 26               | 37               | 78               | 7                | 1 | 6                    | 7                    | 6                    |                      |                      |
| 2002-2003  | Islanders de New York  | LNH        | 73    | 9                | 32               | 41               | 87               | 5                | 0 | 2                    | 2                    | 2                    |                      |                      |
| 2003-2004  | Islanders de New York  | LNH        | 81    | 7                | 22               | 29               | 68               | 5                | 0 | 1                    | 1                    | 2                    |                      |                      |
| 2004-2005  | HC Hamé Zlín           | Extraliga  | 45    | 2                | 14               | 16               | 70               | 17               | 1 | 3                    | 4                    | 24                   |                      |                      |
| 2005-2006  | Flames de Calgary      | LNH        | 51    | 7                | 19               | 26               | 56               | 7                | 0 | 2                    | 2                    | 2                    |                      |                      |
| 2006-2007  | Flames de Calgary      | LNH        | 75    | 7                | 31               | 38               | 88               | 6                | 0 | 1                    | 1                    | 8                    |                      |                      |
| 2007-2008  | Canadiens de Montréal  | LNH        | 77    | 5                | 21               | 26               | 38               | 12               | 1 | 2                    | 3                    | 8                    |                      |                      |
| 2008-2009  | Canadiens de Montréal  | LNH        | 81    | 6                | 27               | 33               | 62               | 4                | 0 | 0                    | 0                    | 2                    |                      |                      |
| 2009-2010  | Canadiens de Montréal  | LNH        | 75    | 6                | 20               | 26               | 56               | 18               | 0 | 8                    | 8                    | 13                   |                      |                      |
| 2010-2011  | Canadiens de Montréal  | LNH        | 79    | 5                | 29               | 34               | 81               | 7                | 0 | 3                    | 3                    | 6                    |                      |                      |
| 2011-2012  | Capitals de Washington | LNH        | 68    | 2                | 11               | 13               | 34               | 14               | 1 | 3                    | 4                    | 12                   |                      |                      |
| 2012-2013  | Capitals de Washington | LNH        | 4     | 0                | 1                | 1                | 2                |                  |   |                      |                      |                      |                      |                      |
| 2012-2013  | Rangers de New York    | LNH        | 12    | 0                | 0                | 0                | 6                | 2                | 0 | 1                    | 1                    | 2                    |                      |                      |
| Totaux LNH | Totaux LNH             | Totaux LNH | 1 395 | 155              | 483              | 638              | 1 408            | 113              | 3 | 38                   | 41                   | 87                   |                      |                      |

| Année | Équipe             | Compétition                 |   | PJ | B | A | Pts | Pun | +/-                 |  | Résultat |
| 1991  | Tchécoslovaquie    | Championnat d'Europe junior | 5 | 0  | 3 | 3 | 2   |     | Vainqueurs          |  |          |
| 1992  | Tchécoslovaquie    | Championnat d'Europe junior | 6 | 1  | 1 | 2 | 8   |     | Vainqueurs          |  |          |
| 1992  | Tchécoslovaquie    | Championnat du monde junior | 7 | 3  | 0 | 3 | 8   |     | 5e place            |  |          |
| 1994  | Tchéquie           | Championnat du monde        | 1 | 0  | 0 | 0 | 0   |     | 7e place            |  |          |
| 1996  | République tchèque | Coupe du monde              | 3 | 0  | 0 | 0 | 4   |     | 8e place            |  |          |
| 1998  | République tchèque | Jeux olympiques             | 6 | 1  | 0 | 1 | 2   |     | Vainqueurs          |  |          |
| 2002  | République tchèque | Jeux olympiques             | 4 | 0  | 1 | 1 | 2   | +4  | 7e place            |  |          |
| 2004  | République tchèque | Coupe du monde              | 4 | 0  | 2 | 2 | 0   | +4  | Demi-finalistes     |  |          |
| 2004  | République tchèque | Championnat du monde        | 7 | 0  | 0 | 0 | 0   | +2  | Quart de finalistes |  |          |

## Transactions
- Le 30 décembre 1997 : échangé aux Oilers d'Edmonton par le Lightning de Tampa Bay avec Paul Comrie en retour de Jason Bonsignore, Bryan Marchment et de Steve Kelly.
- Le 24 juin 2000 : échangé aux Islanders de New York par les Oilers d'Edmonton en retour de Eric Brewer, Josh Green et un choix de 2e ronde au repêchage de 2000 (qui sélectionne Brad Winchester).
- Le 4 août 2004 : signe avec le HC Zlín comme joueur autonome.
- Le 14 août 2005 : signe avec les Flames de Calgary comme joueur autonome.
- Le 27 juillet 2007 : signe avec les Canadiens de Montréal comme joueur autonome.
- Le 1er juillet 2011 : signe aves les Capitals de Washington comme joueur autonome
- Le 6 mars 2013 : réclamé au ballotage par les Rangers de New York.